# Færgegårde i Danmark
En færgegård var i tiden inden moderne skibsfartsforbindelser og broforbindelser en ejendom (som hovedregel en gård) i tilknytning til et anerkendt overfartsssted, hvortil der hører (eller hørte) forpligtelse til og privilegium på at færge folk over, hvor den rejsende kunne opholde sig under afventen på overfarten. Sådanne ejendomme var oftest tillige forbundet med ret til krohold. I alt fandtes omkring et halvt hundrede færgesteder, da udviklingen kulminerede.
Beliggenheden af færgesteder og færgegårde afspejler færdslen dels mellem landsdele og større øer indbyrdes, dels over større fjorde. Færgegårdene og de tilhørende steder udgjorde således en supplement til vejnettet på land. Indretningen var længe den enkleste mulige, med en bro eller mole foruden færgegården.

## Baggrund
Lige siden middelalderen har der været et behov for alfarveje, hvor rejsende kunne færdes for at komme fra et sted til et andet. Nogle af disse veje tjente stedlige formål, andre betjente også fjernrejser. De vigtigste landskabelige hindringer ved indretningen af et fjernvejnet var de talrige farvande, sunde, bælter og fjorde, der adskilte de forskellige dele af landet. I disse tilfælde var det afgørende, hvor man kunne sejle over. Havneforhold, strømforhold og andre overfartsvilkår kom derfor til at spille en afgørende rolle for hvor, det vejnet, som skulle forene landet, kunne begynde eller ende. Overfartssteder blev derfor knudepunkter i vejnettet. Den betydning, man i ældre tid tillagde dem, viser sig ved, at der - især i middelalderen - ofte blev anlagt befæstninger og kongelige borge i tilknytning til dem. Eksempler herpå er Kronborg, Kalundborg, Korsør, Vordingborg, Nyborg, Svendborg, Ålborg og Sønderborg.
I nyere tid klarede man sig med mindre. Afgørende var fortsat sejl- og strømforhold. Kun få steder var disse gunstige. For at rette op på vilkårene måtte man anlægge en anløbsbro eller -mole. Da ikke alle vejrforhold tillod en umiddelbar overfart, opstod der tillige behov for steder, hvor den rejsende kunne overnatte i venten på overfart. Færgegårde blev derfor et supplement til de landevejskroer, som fandtes rundt om ved hovedlandevejene og udgjorde i virkeligheden kun en særlig gruppe i kraft af deres beliggenhed. Overfart og drift af færgegård var normalt to sider af samme sag. For at sikre tilfredsstillende forhold blev overfart og retten til at drive færgegård og -kro længe reguleret ved statslige privilegier, der skulle sikre de ansvarlige en tilfredsstillende økonomi.

## Beskrivelse
De førindustrielle færgesteder stillede ikke store anlægskrav. I almindelighed klarede man sig med en træbro samt en færgegård, hvor de rejsende kunne overnatte, hvis det var nødvendigt. Færgegården lå som regel ikke umiddelbart ved anløbsbroen men 100-300 m fra denne, hvor forholdene var trygge og sikre imod højvande og storm. Færgegårde lå som regel for sig selv og ikke i umiddelbar tilknytning til anden bebyggelse. Fra baglandet førte en enkelt vej forbi færgegården til færgestedet, men undertiden kunne flere adgangsveje fra baglandet forenes inden dette.
Indretningen af færgegården kunne variere, men der var forudset nogle gæstekamre med senge til de rejsendes overnatning, to stuer - dels en skænkestue for alle, dels en skænkestue særlig til de rejsende, et vognskur eller en rejsestald eller rejselade med porte for enderne til gennemkørsel og plads til opstaldning af et antal heste. Kvæg, stude og heste, der skulle fragtes til eller fra marked, var der ikke indrettet særlige forhold for; de måtte overnatte under åben himmel udsatte for vind og vejr.
Et problem var det, at der ofte kun var færgegård på den ene side af overfarten, hvilket naturligvis gav rejsende på den modsatte side utilfredsstillende forhold. Dette blev der først med tiden rettet nogenlunde op på, som regel med opførelse af en kro.

### Fartøjer
Færgen var et fartøj drevet med sejl og årer, når vinden svigtede. Færgerne var åbne fartøjer med plads til rejsende, køretøjer, stykgods, heste og kreaturer.

### Reglementer
For de forskellige færgesteder blev givet særlige anordninger, reglementer eller bevillinger, men for alle gjaldt det, at den eller de, som er i besiddelse af færgeriet, ved siden af at have eneret på færgefarten også skulle besørge denne efter den af øvrigheden fastsatte takst og holde det for hvert sted fastsatte antal færger, smakker og både. Til nogle færgerier var tidligere henlagt færgegårde, og privilegiet var her knyttet til stedet således, at bestillingen som færgemand bortforpagtedes eller besattes ligesom embeder. Enkelte steder var færgerierne knyttede til større ejendomme, deriblandt statens godser. Til Glomstrup på Mors hørte således Vilsund og Sallingsund færgesteder, idet ejeren nød årlig "sundkorn" af øens beboere mod at vedligeholde færgeriet og overføre dem, der ydede sundkorn, frit.

## Historie
Viden om færger i middelalderen er spredt og tilfældig. Allerede Saxo omtaler færgefart over Storebælt, idet Magnus Erikssøn under en rejse til Fyn blev taget til fange af Valdemar den Stores folk ved overfartsstedet på Sjælland. I Kong Valdemars Jordebog fra 1231 omtales en færge mellem Lolland og Femern. Det er dog ikke sikkert, at der var tale om et organiseret færgeri. Færgestedet ved Hadsund omtales allerede i det 14. århundrede og et færgested ved Mariager nævnes i Mariager klosters brevfortegnelse i året 1451, da Christian I stadfæster, "at de af Mariager Kloster maa holde en fri Færge imellem Ommersyssel og Himmersyssel" (Mariager færgested blev nedlagt omkring 1750). I 1529 truede indbyggerne på Mors med at nægte at betale deres afgifter til biskoppen og kongen, hvis de ikke fik en ny færge over Sallingsund.

### Renæssancen
Oplysninger om alderen på de forskellige overfarter er varierende. Nævnes kan, at færgefart mellem Sjælland og Falster kendes fra 1523, da Jens Sjællandsfar fik livsbrev på Gåbense færge, mens Hans Grersen i 1539 fik brev på et færgested ved Vordingborg,, at færgestedet Nødnæs ved Mariager Fjord første gang omtales i 1542, da Christian III sejler over her, den 30. august 1556 fik Michel Grotte i Tårs tilladelse til færgefart fra "Torse Færgested til Langeland", og færgefart mellem Spodsbjerg og Tårs er dokumenteret fra 1560, hvor et dokument omtaler "Spodsbjerg Skibsbro", færgefart fra Snoghøj ved Lillebælt omtales første gang i 1574. Allerede i 1556 tales der om en bestemt takst for færgemændene, og af et kongebrev fra 1551 fremgår det, at færgefarten fra Gedser til Warnemünde da var privilegeret. Ved Forordning af 1. juni 1615 om vognmænd og færgeløn fastsattes der bestemte takster for færgemændene, som besørgede overfarten mellem København og Malmø, København og Landskrona, København og Helsingborg, Helsingør og Helsingborg, Vordingborg og Falster, Kalundborg og Aarhus samt fra Rødby til Heiligenhafen og fra Gedser til Warnemünde. I 1617 og 1618 omtales Kallehave (Kalvehave) færgebro med overfart til Møn, Sundby færge (Frederikssund) med overfart til Horns herred, fra Vordingborg til Falster, mellem Helsingør og Helsingborg, Gobense færgebro med overfart til Falster, Sallingsund færgebro og Vidskyfle færge i Gladsaxe. I 1638 omtales færgeri ved Assens, Middelfart, Tåsinge og Vordingborg. I recessen af 1643 omtales færgefart mellem København og Malmø, Landscrone eller Helsingborg, mellem Korsør og Nyborg, mellem Rødby og Heiligenhafen, mellem Gedser og Warnemünde, mellem Kalundborg og Aarhus, mellem Helsingør og Helsingborg samt mellem Vordingborg og Falster. Da postvæsenet blev oprettet i 1624, tiltog færgestederne i betydning, idet de nu indgik i postens besørgelse mellem forskellige landsdele. Allerede i renæssancen må man derfor regne med et organiseret færgevæsen på de vigtigste overfarter.

### Den ældre enevælde
For de vigtige ruter over bælterne var der ligeledes fastsat takster, og ved Forordning af 29. april 1684 blev der givet udførlige bestemmelser for færgeløbene Korsør-Nyborg, Assens-Årøsund, Middelfart-Snoghøj og Aarhus-Kalundborg. Samtidig blev der givet lavsartikler for færgemændene i København og året efter for færgemændene i Helsingør. Foruden på de her nævnte ruter er der i tidens løb ved alle overfartssteder såvel i købstæder som på landet organiseret færgerier, ved hvilke overfarten besørges i henhold til kongeligt privilegium.
I sin oversigt over matriklen 1682 giver Henrik Pedersen også, ganske vist ufuldstændige, oplysninger om færgesteder. Heri nævnes: i Vordingborg amt: Færgegården, Vordingborg landsogn, Bårse herred og Kalvehave færgegård, Kalvehave sogn, Bårse herred, på Møns land: Færgegården, Stege sogn, Vester herred og Grønsund færgegård, Fanefjord sogn, Vester herred, i Nykøbing amt: Guldborg færgegård, Brarup sogn, Nørre herred og Gåbense Færgegård, Nørre Vedby sogn Nørre herred, i Koldinghus Amt: Snoghøj færgested, Erritsø sogn, Elbo herred, i Dronningborg amt: Mariager færgehuse, Mariager sogn, Onsild herred og Hadsund færgested, Vindblæs sogn, Gjerlev herred, i Mariager Klosters amt: Hvalpsund færgested, Lovns sogn, Gislum herred, i Halds amt: Virksund færgehus, Ørslevkloster sogn, Fjends herred, i Åstrup, Børglum og Sejlstrup amt: Færgestedet, Aggersborg sogn, Øster Han herred, i Dueholm, Ørum og Vestervig amt: Færgested, Odby sogn, Refs herred og Vilsund færge, Sundby sogn, Mors Nørre herred.

### 1700-tallet

#### Nordsjælland
I sin Danmarksbeskrivelse fra 1777 giver Nicolai Jonge talrige oplysninger om færgesteder og færgegårde i Danmark. Jonge nævner i Kronborg Amt om Helsingør: "Fra Helsingør blive Reisende satte ovn Sundet ved Færgsmakker over til Helsingborg paa svensk Grund. Disse Smakker bekostes og holdes færdige af et Fiskersælskab, som for Transporten nyde en vis foreskreven og fastsat Færgetaxt." I Frederiksborg Amt omtales Sundby Færge ved Frederikssund: "Sundbye-Færge, beliggende kort fra Kiøbstæden Friderikssund, er, den sædvanlige Overfart over Isefiorden til Jægerspriis-Amt. Ved dette Sund, som gaaer omkring Uddesundbye-Marker, er en kostbar lang Broe udi Søen bleven forfærdiget Aar 1747 af Kong Friderik den Femte, saa at Færgens Gang er nu meget kortere over den dybe Strøm. Den store Færge, hvori en Deel med Heste forespendte Vogne kan kiøre ind og holde, trækkes over ved et Toug, som er fastgiort med Pæle og Ringe fra det ene Land over til det andet. Denne Færge forkorter Veien for Bønderne paa Jægerspriis-Amt, som reise til og fra Kiøbenhavn. Færgen kan rumme syv Bøndervogne foruden deres Heste og Folk. Ellers er Færgetaxten ved denne Færge saaledes: at af en Vogn betales 8 Skilling, for en ridende Person 4 Sk. og for en Gaaende 2 Sk." og Lynæs færgested: "Lyenæs-Færgested har 5 Huse.", i Jægerspris Amt Færgegården i Gierløv Sogn: "Færgegaarden. Her ved Færgegaarden er en lang Steenbroe, hvor Færgen trækkes over Isefiorden med et Toug, hvilken Kong Friderik den Femte medens han var Kronprinz, og om Sommeren laae paa Jægerpriis-Slot, lod bekoste." Om Orø siges, at "Overfarten herfra til Sielland er paa 4 Steder", men disse nævnes ikke nærmere.

#### Vest- og Sydsjælland
I Korsør Amt lå Korsør "paa Siællands vestlige Sides yderste Odde ved det store Belt, hvor den sædvanlige Overfart er med Færge-Smakkerne hver Dag fra Siælland over til Nyeborg udi Fyhn." Om Udby Sogn i Holbæk Amt oplyses: "Fra Kidserup-Bye oversetter Bønderne Folk til Baads over til Ods-Herred." og i Hørby Sogn nævnes "Et Færgehuus." Om Kalundborg i Kalundborg Amt oplyses: "Fra Kallundborg er Overfarten til og fra Aarhuus, i Jylland, og er det store Belt, som her aabner sig, 12 Mile breedt. Til denne Overfart at befordre, holdes af et Interessentselskab visse Fartøier, som kaldes Smakker, som afgaaer ordentlig to Gange om Ugen imellem disse Stæder, nemlig hver Tirsdag og Fredag om Morgenen Klok. 7, som derfor kaldes Børsdage; de afgaaer med Reisende, med jydske Heste, Øxen og Kiøer, og nyde Betaling efter en foresat Taxt." I Røsnæs Sogn lå "Færgehuset ved Refsnæs, hvorfra er Overfarten til Samsøe, kaldes Hestehaugen." Om Vordingborg oplyses: "Overfarten er fra Siælland til Falster." "Vordingborg-Færgegaard, et Eiendomssted, beliggende en halv Fierdingvei fra Byen, hvis Beboere holder Færger eller Fartøier, til at overbringe saavel Posten, som alle Reisende fra Siælland over Vandet, som er en Part af Grønsund, der her er en Miil breedt, over til Gaabens-Færgegaard paa Falster." I Kalvehave Sogn lå "Kallehauge-Færgegaard, en smuk opbygt Gaard og Eiendomssted, beliggende yderst ved Strandkanten. Fra denne Færgegaard er Overfarten for Reisende tvert over Vandet, kaldet Ulfs-Sund, som er en liden halv Miil breedt, over til Møens Land."

#### Møn
Om Møn Amt: "Paa Møen ere to Færgesteder, nemlig: det ene Færgested mod Norden kaldes Kooster-Færge, hvorfra man kommer over Vandet til Siælland; og det andet Færgested Vester paa Landet, kaldes Grønsunds-Færge, hvorfra man kommer over Vandet over til Falster." "Kooster-Færgegaard, er det ene Færgested paa Møens Land mod Norden, hvorfra Overfarten daglig ved Færger skeer fra Møen tvært over Vandet eller Ulfs-Sund, som her er fem Bøsseskud breedt over til Kallehauge-Færgegaard i Siælland." I Fanefjord Sogn: "Grønsunds-Færge, som er det andet Færgested, beliggende Vesten paa Møen. Fra denne Grønsunds-Færgegaard gaaer man over Vandet (som kaldes Grønsund eller Phanefiord, og er dobbelt saa breedt, som Vandet imellem Møens Land og Kallehauge i Siælland) over til Falster."

#### Falster
Om Falster oplyses at øen skilles "fra Møen ved Grønsund, hvis Giennemløb er knap en Fierdingvei breed, men derimod aabner sig strax ved den Øe Bogøe, og giør en Overfart fra Stubbekiøbing i Falster til Vordingborg i Siælland halvanden Miil; men fra Gaabensefærge, som er det rette Færgested i Falster til Vordingborgs-Færgegaard, er Overfarten ikkun fem Fierdingvei. Paa Falsters søndre Side ligger den Tydske Provinz Meklenborg saa nær, at fra Giedsøre, som er en Jordtunge, og ellers kaldes Giedsersodde, er Overfarten til Varnemünde ved Rostok ikkun 7 Mile." "Udi landet ere to Færgesteder, nemlig Gaabense-Færgested, hvor Overfarten er til Siælland, og Guldborgs-Færgested, hvor Overfarten er til Lolland. Ellers er ogsaa Overfart fra Nyekiøbing til Lolland, men Færgemanden boer i Sundbye i Lolland. ligeledes er der ogsaa en Overfart fra Falster over til Møen ved Grønsund, men Færgemanden boer paa Møen. Dog boer en Mand i Borrehuset, som med Baad sætter eenlige Personer over; men naar Heste og Vogn skal sættes over, da maae ryges med Tang, som der bliver sat Ild i, for at indhænte Færgen fra Møens Side." I Nørre Vedby Sogn var "Gaabens Færgegaard, hvorfra den lollandske Post og andre Reisende gaae med Færgen over Vandet over til Vordingborgs-Færgegaard i Siælland." I Brarup Sogn lå "Guldborgfærgested, hvor Færgegaarden ligger her ved Guldborgsund, hvor Overfarten er fra Falster til Lolland." I Nykøbing lå to broer, hvoraf den ene "Færgebroen, hvor Skibene ligeledes kan ligge at losse og lade, saa og Færgerne legge til, som gaae imellem Nyekiøbing og Sundbyefærgegaard i Lolland, hvor Færgemanden boer."

#### Lolland
Om Rødby på Lolland oplyses "For dem, som reise til Holsteen, er her et Færgeløb eller Overfart af 4 Mile fra Draxminde over til den Øe Fehmern og Heilgenhavn i Holsteen. Man gaaer og herfra Byen over til Lybek og Rostok." I Majbølle Sogn lå "Guldborghuset ved Stranden, hvorfra, Færgen gaaer over Guldborgsund over til Falster." I Toreby Sogn "Sundbye, hvor Sundbye-Færgegaard ligger, hvorfra man gaaer over til Vandet til Nyekiøbing i Falster." Om Halsted Amt på det vestlige Lolland oplyses: "Under Haldsteds-Amt er et lidet Færgested, kaldet Svinesund, hvor der med en Pram oversættes imellem Sønder- og Nørre-Herreder." I Sandby Sogn lå "Taarsfærgested, med en god Skibshavn". "Fra Sundbye-Sogn ved Taarsfærgested er Overfarten fra Lolland til Langeland."

#### Det sydfynske øhav
I Tranekær Amt lå Longelse Sogn på Langeland: "Spotsbierg-Huse. Her er ogsaa en Færgegaard, hvorfra Overfarten skeer fra Langeland til Falster." Om Tåsinge: "Ved Vemmenæs er et Færgested, kaldet Vemmenæs Færgested, hvorfra Overfarten skeer til Langeland."

#### Fyn
Om Nyborg på Fyn: "Efterdi Overfarten over det store Belt er temmelig stærk baade Vinter og Sommer; saa holdes her i Staden, til de Reisendes beqvemme Befordring over Beltet, et samlet Færgelaug, oprettet Aar 1734 den 12. Maji imellem Interessenterne baade i Nyeborg og Korsøer, hvis Fortieneste gaaer til fælles Kasse, og deles aarligen i Majimaaned. Dette Færgelaug holder 6 Færgesmakker og Jagter i Nyeborg, og 4 Færgesmakker og Jagter i Korsøer, som alle ere i ypperlig Stand. Af disse 10 Fartøier ere to postjagter til de danske Postsækkes Transport og den svenske Postsæks Overførsel fire gange om Ugen, hvilke altid overføre Postsækken. Men af de andre Færgesmakker afgaaer en Jagt til den bestemte Tid, nemlig hver Tirsdag og Løverdag om Sommeren Klokken 8, og om Vinteren Klokken 9 Formiddag; og ellers kan de Reisende daglig blive befordrede."

Om Svendborg: "Fra Svendborg er over Sundet til Færgestedet paa Taasinge 390 Favne."

I Horne Sogn lå "Bøyendbye, hvor der er et Færgested, kaldet Bøydens-Færge, hvorfra Overfarten skeer fra Fyhn til Als."

Om Middelfart: "Middelfart-Bugt dannes af Middelfart- Sund, som skiller Fyhn fra Nørre-Jylland, og er bekiendt af Reisendes Overfart fra Byen Middelfart over til Snoghøy i Koldinghuus-Amt". "Byen har ogsaa god Næring af de Reisendes Passage herigennem over det lille Belt fra og til Snoghøy i Jylland, hvilken Passage er i ypperlig Stand, og er her den allerbeqvemmeste, eftersom Distancen fra Middelfartbroe til Snoghøybroe i Norden til Vesten er omtrent 4300 geometriske Fod; og fra Gremmers-Mosebroe, som kaldes Kongebroen, fordi den er allene til Kongens Tieneste, beliggende Vesten fra Byen og Sønden for Snoghøy, er ikkun omtrent 3400 Fod. Da derimod den nordligere Overfart over det lille Belt, nemlig fra Strib til Fridericia, er over en halv Miil; og den sydligere Overfart, som Posten altid gaaer, nemlig fra Assens til Aaresundsfærge, er 2 Mile. Herigiennem passerer ikke allene det hele Høikongelige Huus paa deres Reiser til Holsteen, men endog de fleste Herskaber; og om Vinteren i Driviistiden, saavelsom og i haardt Veir, maae Posterne ogsaa gaae herover; her transporteres ogsaa Regimenterne, saavelsom Rekruterne af de udenlandske Hvervinger. Færgesmakken afgaaer hver Dag om Sommeren Klokken 7 Formiddag, og om Vinteren Klok. 8, og derfor betales efter en vis fastsat Taxt. Denne Færge, til de Reisendes Befordring, kan rumme en Deel Passagerer, saa og 10 a 12 Heste, og holdes af Kongens Færgemand, foruden to Roerbaade. Ved dette Færgested lader Kongen, under Krigs- og Landkommissarii Direktion, holde en større Transportfærge, som kan rumme 16 til 22 Heste, og bruges allene til de kongelige Herskabers og Armeens Transporter; dog maae i disse forefaldende Tilfælde alle de øvrige Færger og Baade ved Middelfart, Snoghøy, Strib og Fridericia, møde tillige og være behielpelige. Men naar kontrair Vind og Strøm falder, skeer Transporten fra den ommeldte under Hindsgavls Lykker beliggende Kongebroe, kaldet Gremmermose-Broe, som er en halv Fierdingvei fra Byens Broe, hvor Overfarten er altsaa en Fierdedeel kortere end fra Middelfart; samme Kongebroe vedligeholdes for Kongens Regning."

I Vejlby Sogn: "Strib, er to Færgemændsgaarde med et Færgested, kaldet Stribs-Færge, beliggende en liden halv Miil fra Kiøbstæden Middelfart mod Østen. Mange Reisende, som agte sig over til Jylland, lade sig ved disse to Færgemænd oversætte med Færger og Baade fra Strib over til Fridericia i Jylland. Ved dette Færgested er det lille Belt vel noget bredere end ved de andre Færgesteder, men Fragten er dog her noget lettere af Færger og Baade."

Om Assens: "Byen har ogsaa god Næring af Færgelauget, eftersom Reisende gaae her fra Byen over det lille Belt, som er to Mile breedt, med Færgesmakkerne over til Ærrøe. Ærrøesunds-Færge i det gamle Hadersleb paa den slesvigske Side. Til denne Overfart holdes Færgefartøier, som ere to aabne Smakker til at transportere Heste og Vogne paa; desforuden holdes ogsaa en Postjagt og to store Baade. Disse Færgsmakker afgaae hver Dag om Sommeren Klokken 8 Formiddag, men om Vinteren Klokken 9, og derfor efter en vis fastsat Taxt betales af de Reisende."

#### Østjylland
I Østjylland var behovet for færgesteder begrænset. I Koldinghus Amt lå Fredericia: "Lige over for Staden Fridericia ligger Strib, hvor Færgestedet er i Fyhn. Fra Fridericiafærgebroe over til Stribsfærgebroe regnes over Beltet 3129 Alen, eller en Fierdingvei og 129 Alen; denne Overfart fra Jylland til Fyhn holdes nok saa god, som den Overfart fra Snoghøy over til Middelfart." Om Erritsø Sogn: "Til Sognet hører: Ærritssøebye; Snoghøy, et stort og bekiendt Færgested, hvorfra Overfarten skeer til Middelfart".

Om Aarhus: "ved Færgeløbet eller Smakkernes Gang imellem Aarhuus og Kallundborg befordres Overfarten fra Jylland til Siælland forbi Samsøe. Disse Smakker afgaae fra Aarhuus to gange om Ugen, nemlig hver Tirsdag og Fredag om Morgenen Klokken 8, hvilke to Dage kaldes Børsdage. Disse overbringe Reisende, og især altid en Mængde af Heste og Qvæg, som opkiøbes i Jylland. Efter det kongelige Reskript af 14. April 1747 er fastsat en vis Taxt for den største, mellemste og mindste Smakke, samt for Færgebaadene, baade om Vinteren og Sommeren; ligeledes en vis Taxt, hvorefter betales for en Karosse, Vogn, enkelt Person, Stude, Heste, Gods etc.; samme er dateret 1. Maji 1697. Ingen uden de saa kaldte Litsenbrødre eller dertil antagne Arbeidsfolk maae transportere de Reisendes Gods. Overfarten eller Færgeløbet imellem Aarhuus og Kallundborg er tolv Mile over Vandet, hvilken Overfart ved føielig Vind ofte fuldendes i 9 Timer."

I Dronningborg Amt nævnes i Udby Sogn, Rougsø Herred: "Udbyehøy et privilegered Færgehuus, beliggende ved Randersfiord; uden for samme Huus kaste de Skibe Anker, som gaae til og fra Randers." I Voer Sogn, Rougsø Herred: "Her er ogsaa det første privilegerede Færgested over Randersfiord imellem disse to Steder, Voer- og Mellerupbyer." I Vindblæs Sogn, Gjerlev Herred: "Ved Hadsund er ogsaa Færgested imellem Omersyssel og Himmersyssel." I Ove Sogn omtales "det røde Huus, som ogsaa kaldes Færgestedet, liggende ved Mariagerfiord lige over for Mariager."

#### Vendsyssel
Om Nørresundby i Vendsyssel hedder det: "Her er det store Færgeløb imellem Vendsyssel og Aalborg over Liimfiorden, hvortil holdes af Færgemandslauger 6 store og 6 smaa Færger." Om Aggersborg Sogn i Øster Han Herred siges: "Der gaaer vel fra Aggersborgbye, som ligger halvanden Miil fra Havsiden, en liden Færge, hvormed ledige Personer oversættes; men det rette Færgested er Aggersund, som ligger en halv Miil neden for, og hvor den rette Færgegaard ligger."

#### Thy
Om Thy oplyses: "Fra Thye falder adskillige Færgesteder over Liimfiorden, for at komme over til andre Provinzer, saasom Vildsund og Næssund, hvor man gaaer over til Mors eller Morsøe; og Ottesund, hvor man kommer over til Harsyssel." Om Torup Sogn i Hundborg Herred oplyses: "Færgegaard. Til Færgegaard her i Sognet ligger en Holm midt ude i den store Siørupsøe, imellem Torup og Jannerup". I Heltborg Sogn, Refs Herred, Vestervig Amt nævnes "Næssund, hvor Overfarten er fra Thye over Fiorden til Mors". På Thyholm nævnes i Odby Sogn: "Over dette Oddesund er Overfarten fra Thye over Liimfiorden til Salling".

#### Mors
Om Mors oplyses, at "Der ere fire Færgesteder eller Sunde til at komme over til og fra Morsøe, nemlig to Sunde imellem Thye og Morsøe, som ere: 1) Vilsund, og 2) Næssund; det tredje Sund er Feggesund imellem Salling og Mors." Om Løderup Sogn oplyses. "Legindveile og Sallingsund, hvor Færgestedet er fra Mors over Fiorden til Salling". Om Karby Sogn oplyses: "Sognets Byer ere: ... Næsbye. Ved denne Bye Næs er Næssund eller Færgestedet, hvor man kommer fra Mors over Fiorden til Thye." Om Sundby Sogn på Mors oplyses: "Sundbye, hvilken Bye har sit Navn af Sundet, Vildsund kaldet, her i Sognet, hvor man lader sig oversætte fra Morsøe over Fiorden til Thye". Om Sejerslev Sogn oplyses: "Feggesund er det Færgested i dette Sogn, hvor man gaaer over Fiorden fra Morsøe til Hanherred i Thye."

#### Limfjordens sydkyst
I Mariager Amt nævnes i Louns Sogn, Gislum Herred at Hvalpsund blev kaldt færgestedet mellem Sallingland og Gislumherred, samt at det var smalt på det sted." Det oplyses om Næsborg Sogn, Slet Herred, Ålborghus Amt at de to bosiddende bønder på Agersundsgaard, skiftedes til at hjælpe rejsende over Agersund - altså fra Sletherred til Hanherred. Færgehuset i Gammelsogn på Holmsland.

### 1800-tallet
Ved Plakat af 12. august 1820 blev der givet nærmere regler for færgeriernes eneret, hvorefter denne i almindelighed strakte sig en mil på hver side af færgestedet.
Bestyrelsen af færgevæsenet hørte oprindeligt under Danske Kancelli, for Statens godsers vedkommende dog under Rentekammeret, men ved Reskript af 21. april 1786 blev færgevæsenet på de steder, som postruterne passerede, henlagte under Generalpostamtet, og i 1807 fik dette overtilsynet med samtlige færge- og sundsteder i Danmark og i 1809 tillige i Hertugdømmerne. I 1820 blev det pålagt politimestrene at føre tilsyn med færgestederne og årlig lade foretage syn af færgemateriellet. Ved kongelig resolution af 30. juni 1871 blev overbestyrelsen over færgevæsenet fra 1. april 1872 henlagt til Indenrigsministeriet, dog at bestyrelsen af de postvæsenet tilhørende færgerier i Assens, Middelfart, Sallingsund, Snoghøj, Spodsbjerg og Vilsund vedblev at høre under postbestyrelsen, og endelig overgik ved Lov af 21. marts 1874 tilsynet med de Indenrigsministeriet underlagte færgesteder, i alt 43, til amtsrådene under ministeriets kontrol, hvorefter politimestrene fritoges for at føre tilsyn med disse. Efter oprettelsen af Ministeriet for offentlige Arbejder henlagdes færgevæsenet under dette.

### Afviklingen af færgegårdene
Efterhånden, som dampskibsfarten udviklede sig, var det flere steder ikke nødvendigt for at sikre forbindelsen mellem landsdelene, at opretholde færgeprivilegierne, og da også den voksende trafik krævede bedre befordringsmidler, end de gamle færgerier var i besiddelse af, blev tid efter anden flere af privilegierne ophævede og farten på disse steder frigiven. På de vigtigste ruter overtog derefter Staten (postvæsenet, senere Statsbanerne) farten med dampskibe, senere med dampfærger, mens på andre ruter regelmæssig dampskibsfart etableredes af private selskaber. På ruten Korsør-Nyborg indførtes således i 1856 statsdrift. De tidligere her bestående færgelav mistede allerede i 1828, da postvæsenet til postens transport satte dampskibe i gang på Storebælt, ikke alene indtægten af posttransporten, men også af en del personer og gods, idet dampskibet medtog passagerer og tillige kunne fragtes, når det ikke var i posttur. Vel fik færgelavene som erstatning halvdelen af den fragt, dampskibet indsejlede udover posttransporten, men dette var ikke tilstrækkeligt til at holde dem skadesløse, og færgelavene overtog derfor efter eget ønske fra 1. januar 1844 for et tidsrum af 18 år posttransporten over bæltet med dampskib, til hvis anskaffelse de af befordringsvæsenets fond fik et lån af 52.000 rigsdaler. Ved Lov af 16. februar og 1. april 1856 blev imidlertid efter overenskomst med lavene disses eneret og kontraktsforholdet med postvæsenet ophævet mod en erstatning af 40.000 rigsdaler og mod, at Staten overtog lavenes resterende gæld til befordringsvæsenets fond 27.000 rigsdaler, hvorefter de lavene tilhørende skibe, både m.v. blev postvæsenets ejendom. Ved Lov af 12. mai 1882 blev Helsingørs Færgelav ophævet og dets interessenter og disses enker samt de færgekarle, der havde tjent over 20 år, tillagt pension af Statskassen. Færgelavet i København blev ophævet ved Plakat af 24. maj 1811, hvorefter havnekaptajn Esskildsen fik eneret til at besørge befordringen mellem Toldboden og de på Rheden liggende skibe samt batterierne og mellem Nyhavn og Christianshavn. I 1816 fik han tillige eneret på færgefarten til Skåne. Ved kongelig resolution af 7. november 1834 blev dette privilegium ophævet fra 1. marts 1835 og færgefarten her frigiven.